# Station Czeremcha
Station Czeremcha is een spoorwegstation in de Poolse plaats Czeremcha.